# Панеча
Панеча (бел. Панеча) — деревня в составе Михеевского сельсовета Дрибинского района Могилёвской области Республики Беларусь.

## История
В 1676 году упоминается как имение в Оршанском повете ВКЛ.

## Население
- 1999 год — 57 человек
- 2010 год — 36 человек